# Daniel Balabán
Daniel Balabán (nar. 20. září 1957, Šumperk) je český malíř a vysokoškolský pedagog. Jeho strýcem byl evangelický teolog a duchovní Milan Balabán a jeho bratrem byl spisovatel Jan Balabán.

## Život
V letech 1979–1984 studoval v Praze na AVU u profesora Františka Jiroudka. Od roku 1993 vede ateliér malby na Fakultě umění na Ostravské univerzitě. V roce 2004 se na AVU habilitoval a získal titul docent. V roce 2012 se stal laureátem Ceny Michala Ranného. Je kmenovým autorem galerie Via Art v Praze.